# Boffa (prefectuur)
Boffa is een prefectuur in de regio Boké van Guinee. De hoofdstad is Boffa. De prefectuur heeft een oppervlakte van 5.230 km² en heeft 212.583 inwoners.
De prefectuur ligt in het westen van het land, grenzend aan de Atlantische Oceaan. Het wordt doorkruist door de rivier de Fatala, die stroomt als de Rio Pongo door het aan de Atlantische Oceaan grenzende mangrovegebied.
Op het vruchtbare land worden rijst, maïs, bananen en palmbomen verbouwd en er wordt ook gevist. Er zijn ook aanzienlijke natuurlijke hulpbronnen van bauxiet in de prefectuur, die sinds 2019 door het Chinese bedrijf Chalco worden gewonnen en naar China worden verscheept voor verwerking.

## Subprefecturen
De prefectuur is administratief verdeeld in 8 sub-prefecturen:

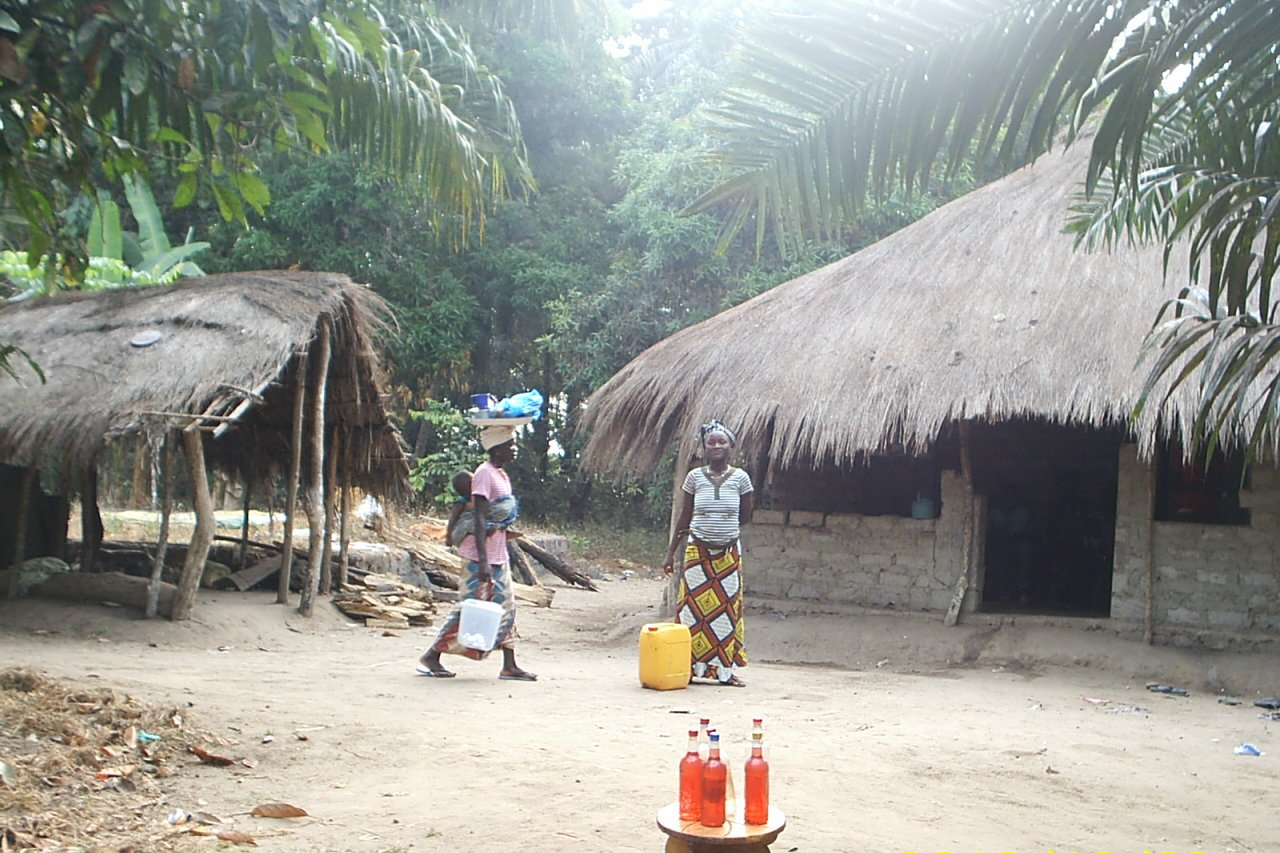
Dorpje in Boffa

1. Boffa-Centre
2. Colia
3. Douprou
4. Koba-Tatema
5. Lisso
6. Mankountan
7. Tamita
8. Tougnifili